# ビュグヴィルとベイラ
ビュグヴィル（古ノルド語: Byggvir）とベイラ（古ノルド語: Beyla）は、北欧神話に登場する人物である。
豊穣神フレイの召使いで、2人は夫婦である。
ビュグヴィルとベイラに言及する現存の文献は、『古エッダ』に収録された『ロキの口論』のみである。
フレイは妖精の国アルフヘイムの支配者であり、『ロキの口論』の冒頭には、エーギルの宴会場に集まったアース神族と妖精たちの中に2人がいたと書かれているため、2人は妖精である可能性がある。
ただし、松谷健二は、この箇所が原文では押韻されていることから、あくまでも朗読の調子に考慮した表現であるとしている。

## ビュグヴィル
彼の仕事は石臼で穀物から製粉をすることであった。こうした仕事は奴隷の仕事とされている。
『ロキの口論』第43-46節で、ロキとビュグヴィルは口げんかをする。ロキはフレイに醜聞を聞かせるべく罵倒し、さらにビュグヴィルの小さな体格をからかった。
松谷健二は、ロキがビュグヴィルを「石臼のそばでうなっているやつ」と罵倒した箇所を、豊穣神に従うビュグヴィルが穀物の精であることから、穀物が石臼で碾かれることの暗喩ではないかと指摘している。

## ベイラ
『ロキの口論』第55 - 56節で、ベイラはトールが諫めに来たのをロキに告げるが、ロキから罵倒されてしまった。